# Compagnie sucrière du Tchad
Fondée en 1977, la Société Nationale du Tchad (SONASUT) est privatisée le 11 avril 2000 sous le nom de Compagnie Sucrière du Tchad (CST). Son site est implanté dans le sud-est du Tchad, dans le canton Banda, situé à 25km de Sarh (région du Moyen-Chari). L’usine et les plantations bordent le fleuve Chari, principale source d’irrigation de la région.
La CST est l'unique producteur de sucre du Tchad.
42 ans d’expertise ont permis à la CST de développer un savoir-faire unique au Tchad dans l’irrigation et l’exploitation de canne à sucre, ainsi que dans la production de sucre blanc granulé, distribué sous la marque « Princesse Tatie ».
La CST s’attache à employer des techniques agricoles modernes et respecteurses de l’environnement (culture 100% irriguée, électrification des stations de pompage, sélection et développement de nouvelles variétés de cannes à sucre).
La sucrerie de Banda est en mesure de broyer 2 400 tonnes de cannes par jour sur une campagne de 180 jours, soit une capacité de production de près de 35 000 tonnes de sucre par an.
La surface actuellement cultivée sous canne est d’environ 3 900 hectares.
La CST emploie environ 3000 personnes, en comptant les sous-traitants, ce qui en fait le premier pourvoyeur d'emploi dans la région du Moyen-Chari.

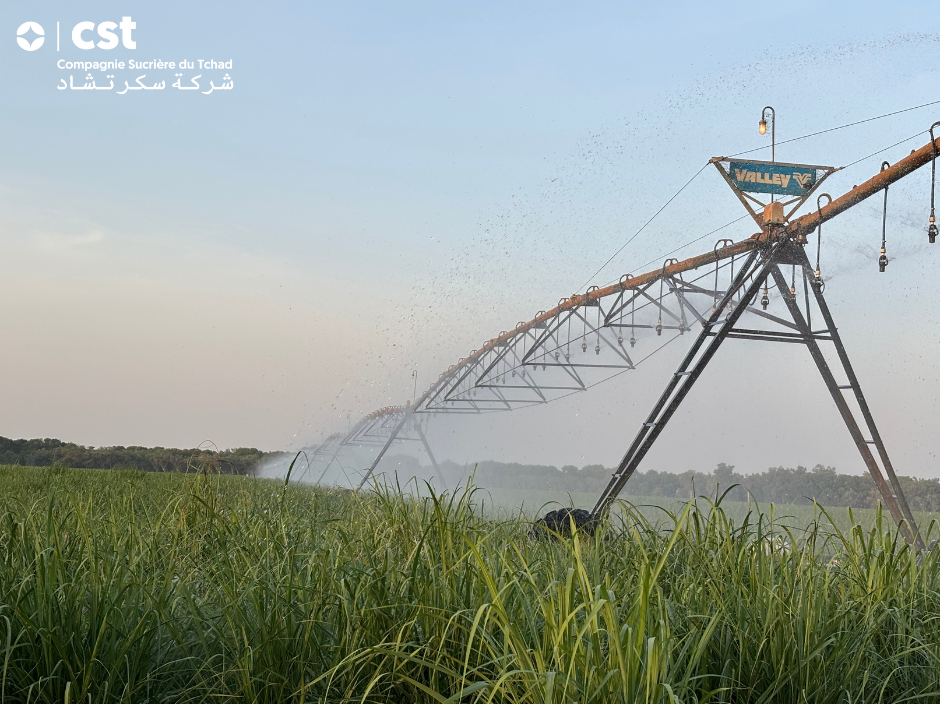
Irrigation des pivots

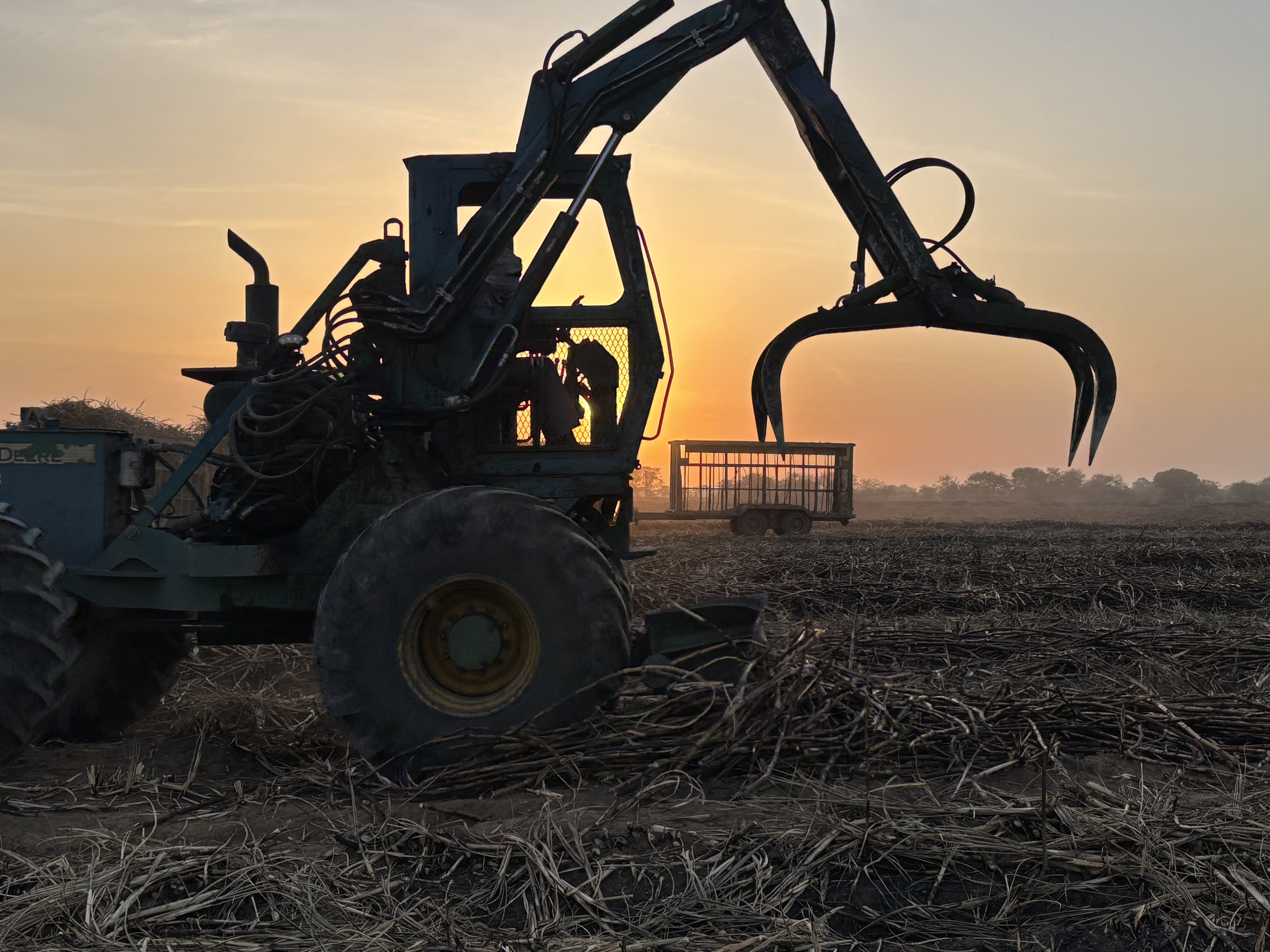
Ramassage de la canne à sucre

Le sucre produit est certifié ISO 9001. 
Quelques étapes indispensables pour produire du sucre à partir de la canne à sucre :
1. La plantation : la Compagnie Sucrière du Tchad est dotée de 36 pivots (qui font chacun en moyenne 106 hectares). La canne n'est pas replantée chaque année, les parcelles sont replantées tous les 5 ans. Tout est planté à la main. Un pivot de 106 hectares est planté en 14 jours avec environ 3 500 main d'œuvre. La première étape de la plantation est de récupérer les boutures dans un pivot qui a idéalement une maturité de 8 mois. Il faut 1 hectare de pépinière pour planter 10 hectares. Une parcelle met environ 12 mois pour être récoltée. Les sous-produits de l'usine sont valorisés au niveau de la culture. La mélasse, sirop concentré issus du processus de fabrication est transformée en ressource à double impact  : amendement naturel pour les sols et solution anti-poussière naturelle sur les pistes. Les écumes sont les co-produits organiques issus du processus de fabrication, valorisés comme amendement naturel pour réduire le recours aux engrais chimiques. Chargement de la canne à sucre à l'usine CST

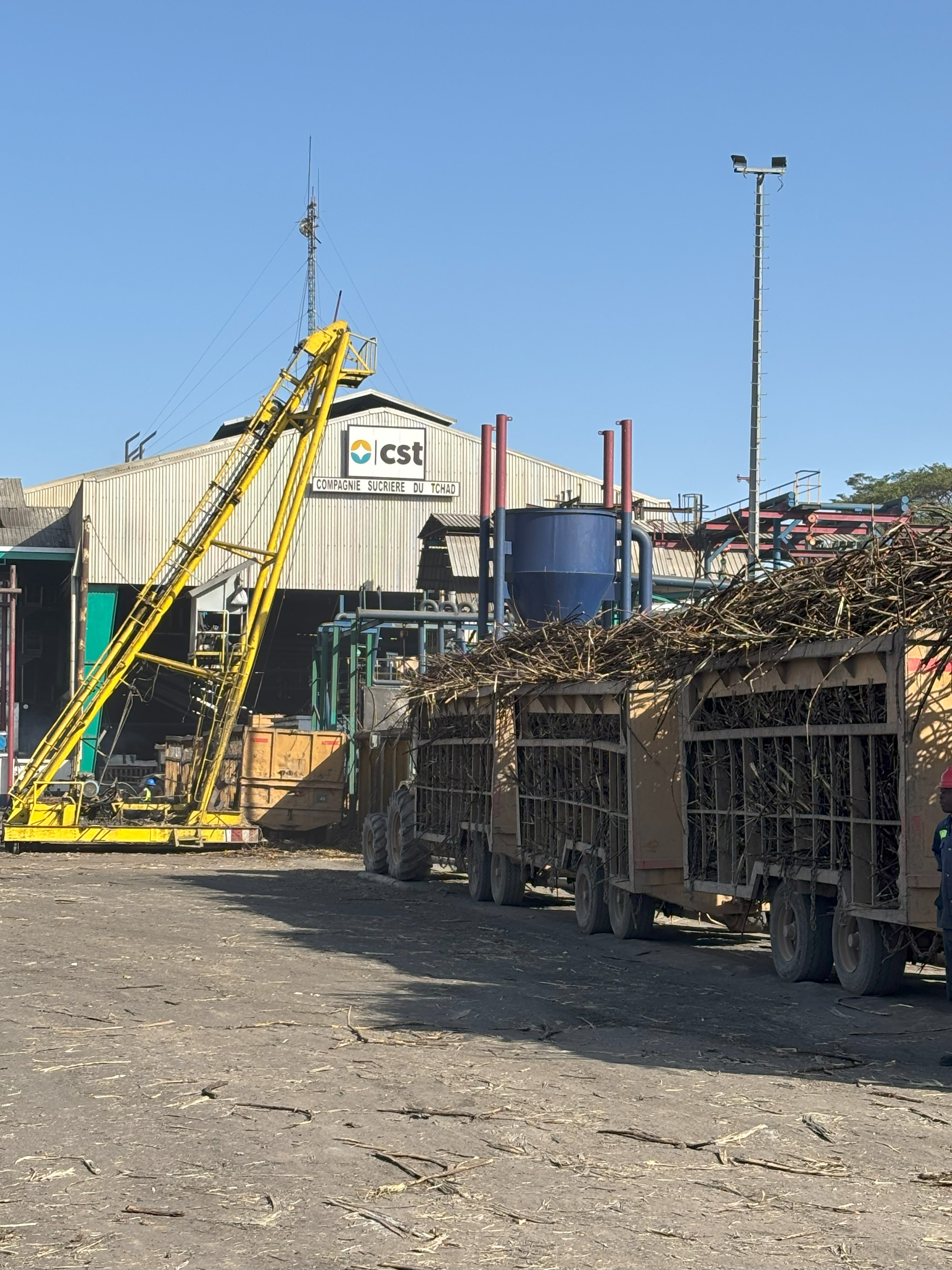
Chargement de la canne à sucre à l'usine CST

2. La récolte : la canne est maturée pour homogénéiser et améliorer les paramètres sucriers. Une canne non maturée concentre son sucre vers la base. Des analyses du sommet et de la base de la canne sont faites et permettent d’obtenir un écart appelé DRHS, le delta de la richesse. Ce Delta permet de savoir si la canne est assez mure pour envisager sa récolte. La coupe se fait par bloc de 26.5 hectares avec un rendement de 100 tonnes à l'hectare. Une fois la canne coupée elle est disposée en andains qui vont être ramassés et acheminés à l'usine.
3. La transformation :  une fois la phase de récolté terminée, les cannes sont acheminées à l’usine où elles sont pesées à l’aide du pont bascule. Une remorque de canne peut faire entre 7 et 10 tonnes. Afin de la débarrasser des ses impuretés, la canne est prélavée puis passe par trois étapes de lavage. La 1ère étape est le coupe canne ébaucheur qui possède 24 couteaux. Les cannes pré-coupées tombent dans le transporteur principal qui fait le relais vers le coupe canne finisseur équipé de 72 couteaux. Viens ensuite l’étape du shredder qui possède 44 domites (comme des marteaux) qui battent la canne et la transforment en état fibreux. Le broyage permet de séparer le jus de la bagasse. Il y a 4 moulins qui font l’extraction. Le premier moulin extrait le jus pur à hauteur de 75 voire 80%. Le quatrième moulin doit travailler de manière à ce que le taux de sucre qui existe dans la canne soit extrait au maximum. Le broyage permet d’envoyer environ 90 à 110 tonnes de jus mélangé à la fabrication chaque heure de marche normale. L'usine est 100% autonome. La bagasse, co-produit fibreux de la canne à sucre, transformé en biomasse est une ressource renouvelable permettant d'alimenter l'usine en énergie. Le processus comprend plusieurs phase pour produire le sucre : l'épuration, la décantation, l'évaporation, la cuisson, la malaxation et le séchage.
4. Le conditionnement : Le sucre est ensaché par des doseuses dans différents sachets (1kg,5kg, 10kg, 25kg,50kg).
5. La commercialisation : Le sucre est commercialisé sous la marque Princesse Tatie. Princesse tatie, c’est la promesse d’une qualité digne de sa noblesse. Une noblesse puisée dans une terre africaine riche, poreuse, et en particulier dans une canne gorgée de sucre qui fait l’objet d’une attention, d’un respect de chaque instant.

## Liensexternes
- Présentation de la filiale CST sur le site Somdia

- Présentation de la filiale CST sur LinkedIn